# Vincent Keymer
Vincent Keymer (ur. 15 listopada 2004 w Moguncji) – niemiecki szachista. Arcymistrz od 2020 roku.

## Życiorys
Urodził się 15 listopada 2004 roku w Moguncji. W 2018 roku zwyciężył w turnieju Grenke Chess Open (rozgrywany systemem szwajcarskim), kwalifikując się do Grenke Chess Classic w 2019 roku. W 2017 roku zdobył tytuł mistrza międzynarodowego, a trzy lata później został arcymistrzem. W FIDE Grand Swiss Tournament 2021 zajął 5. miejsce, a w FIDE Grand Prix 2022 – 17. miejsce. W 2022 roku zdobył srebrny medal mistrzostw świata w szachach szybkich. W styczniu 2024 roku osiągnął  ranking 2743 punktów.